# Coptic (Schiff)
Die Coptic war ein 1881 in Dienst gestelltes Fracht- und Passagierschiff der britischen White Star Line, das für die Reederei auf verschiedenen Routen bis 1906 im Einsatz blieb. Nach zwei weiteren Dienstzeiten in den Vereinigten Staaten und in Japan wurde das Schiff 1926 in Osaka abgewrackt.

## Geschichte
Die Coptic entstand unter der Baunummer 142 in der Werft von Harland & Wolff in Belfast und lief am 10. August 1881 vom Stapel. Nach der Übernahme durch die White Star Line am 9. November 1881 nahm das Schiff am 16. November den Dienst von Liverpool nach New York auf. Die Coptic war ursprünglich vorrangig als Frachtschiff konzipiert, konnte jedoch auch eine größere Anzahl an Passagieren der Ersten, Zweiten und Dritten Klasse befördern. Ihr im selben Jahr in Dienst gestelltes Schwesterschiff war die Arabic.
In ihrer Dienstzeit für die White Star Line wurde die Coptic auf verschiedenen Routen eingesetzt. So war sie unter anderem zwischen 1882 und 1883 zwischen San Francisco und Hongkong in Fahrt. 1884 wurde sie für den Dienst von Liverpool nach Neuseeland an die Shaw, Savill & Albion Steamship Company verchartert. Eine Überfahrt in der Ersten Klasse kostete 70 Guinee, in der Dritten Klasse 16 Guinee.
Von 1889 bis 1894 stand die Coptic unter dem Kommando von Edward John Smith, dem späteren Kapitän der Titanic. Während seiner Dienstzeit an Bord lief das Schiff im Dezember 1890 vor Rio de Janeiro auf Grund und erlitt Wassereinbruch, konnte jedoch geborgen und vor Ort repariert werden. 1894 erhielt die Coptic eine neue Maschinenanlage von Harland & Wolff. Im Folgejahr stand sie unter der Charter der Occidental and Oriental Steamship Company wieder zwischen San Francisco und Fernost im Einsatz.
Im September 1897 kollidierte das Schiff im Hafen von Kobe mit der japanischen Minatogawa Maru und erlitt hierbei Beschädigungen am Rumpf sowie am Steven. Im Februar 1898 wurde es außerdem in einem Taifun schwer beschädigt. Nach anschließenden Reparaturarbeiten in Yokohama wurde die Coptic in Hongkong umgebaut und erhielt teilweise neue Aufbauten. Die aufwendiger als ursprünglich geplant ausfallenden Reparaturarbeiten zogen sich über zwei Monate hin und kosteten 120.000 US-Dollar. Am 12. September 1900 lief das Schiff vor Shimonoseki erneut auf Grund, blieb jedoch diesmal unbeschädigt.
Im Dezember 1906 ging das Schiff als Persic in den Besitz der Pacific Mail Steamship Company über, die sie weiterhin zwischen San Francisco und Hongkong einsetzte. Nach neun Jahren wurde das Schiff abermals verkauft und fortan als Persia Maru von der in Yokohama ansässigen Oriental Steam Ship Company betrieben. Im Dezember 1924 wurde die Persia Maru nach einer Dienstzeit von insgesamt 43 Jahren ausgemustert und zwei Jahre später in Osaka abgewrackt.